# وزارت فرهنگ روسیه
وزارت فرهنگ روسیه (به روسی: Министерство культуры Российской Федерации) یک وزارت فدرال روسی در دولت روسیه است که مسئول سیاست‌های دولت در حوزه‌های فرهنگ، هنر، فیلم‌برداری، بایگانی و مسائل فرهنگی بین کشورها است. مسئولیت‌های وزارتخانه شامل سانسور فیلم‌های ضد روسی نیز است.

## پیشینه
در تاریخ ۲ مه ۲۰۰۸ تحت عنوان وزارت فرهنگ و رسانه‌های جمعی (به روسی: Министерство культуры и массовых коммуникаций Российской Федерации) تشکیل شد. در گذشته این وزارتخانه بین سال‌های ۱۹۵۳ تا ۱۹۹۲ و ۱۹۹۲ تا ۲۰۰۴ فعالیت داشت.

## وزیرها
- الکساندر آویدیف (۲۰۰۸–۲۰۱۲)
- ولادیمیر مدینسکی (از ۲۰۱۲)